# Modern Library
La Modern Library es una editorial estadounidense fundada en 1917 por Albert Boni y Horace Liveright, como filial de su empresa editorial Boni & Liveright. En 1925 fue comprada por Bennett Cerf y Donald Klopfer. Random House, fundada en 1927 como filial de la Modern Library, acabó con el tiempo convirtiéndose en la empresa matriz de la editorial.

## Historia reciente
La Modern Library publicaba originalmente solo libros de tapa dura. En 1950, comenzó a publicar las Modern Library College Editions, colección precursora de la actual serie de clásicos de bolsillo. De 1955 a 1960, la compañía publicó colecciones de calidad numeradas de bolsillo, pero las interrumpió en 1960, cuando la serie fue adoptada por Vintage, editorial recién adquirida. En la página principal de la Modern Library se afirma:
En 1992, con motivo del septuagésimo quinto aniversario de la Modern Library, Random House se embarcó en un ambicioso proyecto para la renovación de la serie. Revivimos el espíritu que Lucian Bernhard había inspirado a Cerf y Klopfer en 1925 [...].
En 1998, el novelista David Ebershoff se convirtió en el nuevo director de publicaciones de la Modern Library. Ebershoff permaneció en su puesto hasta 2005, renunciando para concentrarse en su propia escritura y para convertirse en redactor de Random House.
En septiembre de 2000, la Modern Library inició una serie de clásicos en rústica de nuevo diseño. Seis nuevos títulos se publican en la serie, el segundo martes de cada mes.

## Listas de laModern Library
En su inicio, la Modern Library se identificó como "La biblioteca que publica los mejores libros del mundo". De acuerdo con esa identidad de la marca, en 1998 los editores crearon una lista que llamaron el "Modern Library List of Best 20th-Century Novels", que suma cien títulos. Además, llevan a cabo una encuesta de Internet, no científica, para recabar la opinión, a partir de la cual sacan una lista de preferencias de lectores. 
La lista del 'top ten' (los diez primeras obras) de los editores se muestra aquí: 100 mejores novelas de la Modern Library y la Lista de las 100 Mejores Novelas aparece en enlace más abajo.